# 顾文彬
顾文彬（1811年—1889年），字蔚如，号子山，晚号艮盦，江蘇元和（今苏州市）人，清朝政治人物，進士出身。

## 生平
道光二十一年（1841年）進士，授刑部主事。顾文彬为官清廉，但因道光年间汉臣不得重用，一直没有受到提拔。咸丰年间，太平天国运动四起，兵祸延绵各省，清廷被迫起用汉臣平乱。咸丰四年（1854年），顾文彬升为福建司郎中。咸丰六年（1856年）湖北军情告急，授顾文彬补湖北汉阳知府，一年后又擢武昌盐法道，成为湖广总督官秀峰的幕僚军事，主管战时经济等事。 
1861年，太平军攻陷苏州，顾文彬举家迁往上海。当时上海形势亦然危急。清廷自顾不暇，困居在上海的官绅只能联合自保。顾文彬被公选为代表办团练。他联合苏州知府吴云、冯桂芬等地方官绅建立“中外会防局”，后又提议向李鸿章的淮军请求增援。他与吴云等筹措经费20多万两，排遣船只到安庆迎接李鸿章的救援部队。在李鸿章和上海租界里的西方势力联手下，上海终于解围。
湖广总督官文（字秀峰）很欣赏顾文彬，诚邀他回到湖北共事，但遭顾文彬婉拒。1864年夏天，顾文彬举家从上海迁回苏州铁瓶巷。此後数年一直忙于家族事务。同治九年（1870年）江苏巡抚丁日昌的极力推荐下，出任浙江宁绍台道，治理浙东沿海腐败横行的现象。3年后顾文彬再次辞官，之后彻底离开官场。

### 修造怡园
同治年间，顾文彬归隐吴中，在吴宽旧宅遗址上营造怡園，由其第三子顾承主持营造。怡园是顾家的私家园林，主题是颐性养年。园中的所有对联题词都由顾文彬一手包办，从历代诗词楹联中集萃而成。曲园主人俞樾作《怡园记》。光绪三年（1877），吴门画家顾沄绘制《怡园图》十六景。光绪二十一年（1895年），怡园第三代主人顾鹤逸（顾麟士）首倡成立“怡园画社”，主要成员有吴大澂、顾鹤逸、吴昌硕、顾沄、郑文焯等。
光緒初年，蘇州耆舊於吳雲 (寶山知縣)的聽楓園、江蘇按察使李鴻裔（字眉生，號香嚴，晚號蘇鄰，有《蘇鄰遺詩》）的蘧園（即網師園）、沈秉成的耦園、顧文彬的怡園、張之萬的拙政園等处园林轮流雅集唱和，称为“吳門真率會”，雅集主要唱和者记录于《吳郡真率會圖》、《蘧園七老圖》（俞樾题《蘧園七老圖》诗，载其《春在堂詩編》卷22）、《吳中七老圖》等画作。

## 作品
自幼酷爱书画，十八岁自亲戚魏某處購得吳道元《水墨维摩像》轴和院画《上林图》，從此熱衷於字畫收藏。“自唐宋元明清诸家名迹，力所能致者，靡不搜罗。”。藏書於怡園的“過雲樓”。著有《过云楼书画记》、《过云楼续书画记》等。
1990年代初，「過雲樓」藏書的四分之三由南京圖書館收購，剩餘179部近500冊藏書2005年首次現身拍賣場，是唯一一批在私人手中的國寶級藏書。
2012年6月4日北京匡時2012春拍夜場上，鳳凰出版傳媒集團以1.88億元加佣金共計2.162億元拍下過雲樓藏書，刷新中國古籍拍賣新紀錄。這次拍賣的藏書，尤以宋版孤本《錦繡萬花谷》（前集四十卷、後集四十卷共四十冊）元刻《皇朝名臣續碑傳琬琰集》最為珍貴。
著有《过云楼诗》七卷（稿本）、《眉绿楼词》（1884年刻本，俞樾题签与作序，其中的《百衲琴言》分章由进士如山作序）。有现代版《过云楼日记》（2015）、《顾文彬日记》（2019）。